# Jhenam
Jhenam – gaun wikas samiti w zachodniej części Nepalu w strefie Rapti w dystrykcie Rolpa. Według nepalskiego spisu powszechnego z 2011 roku liczył on 1062 gospodarstwa domowe i 5516 mieszkańców (2968 kobiet i 2548 mężczyzn).